# Musihazi
Musihazi är ett vattendrag i Burundi.   Det ligger i provinsen Bururi, i den sydvästra delen av landet, 60 km söder om huvudstaden Bujumbura.
Omgivningarna runt Musihazi är en mosaik av jordbruksmark och naturlig växtlighet. Runt Musihazi är det ganska tätbefolkat, med 207 invånare per kvadratkilometer.